# Вентспилсская высшая школа
Вентспилсская высшая школа (латыш. Ventspils Augstskola) — высшее учебное заведение, основанное в городе Вентспилс в 1997 году.

## Факультеты
Всего 3 факультета:
- Факультет экономики и менеджмента
- Факультет информационных технологий
- Факультет переводоведения